# 池永次郎
池永 次郎（いけなが じろう、1920年1月9日 - 2016年1月16日）は、日本の実業家。日魯漁業（現・マルハニチロ食品）の元社長。
東京府出身。東京府立第一中学（現・日比谷高校）四修卒を経て、水産講習所（現・東京海洋大学）卒業。一中ではのちにNHK経営委員長となる竹見淳一らと同期。日魯漁業入社。取締役を経て、1973年に常務、翌年に専務に就任するが、1975年に常務に降格。子会社の日魯工業社長を経て、1981年に日魯漁業に社長として復帰。1986年2月に会長、以後は相談役。